# قطعنامه ۵۹۷ شورای امنیت
قطعنامه ۵۹۷ شورای امنیت سازمان ملل متحد که در تاریخ ۱۲ ژوئن ۱۹۸۷ تصویب شد، سندی بین‌المللی دربارهٔ قبرس است. این قطعنامه طی نشست ۲۷۴۹ام با ۱۵ موافق، ۰ مخالف و ۰ ممتنع تصویب شد.